# Mandy (filme)
Mandy (bra: Mandy: Sede de Vingança) é um filme de drama estadunidense de 2018 dirigido e escrito por Panos Cosmatos e Aaron Stewart-Ahn. Estrelado por Nicolas Cage, estreou no Festival Sundance de Cinema em 22 de janeiro de 2018.
Foi a maior estreia de 2018 da plataforma de streaming Shudder, seguido de Summer of '84.

## Elenco
- Nicolas Cage - Red Miller[4]
- Andrea Riseborough - Mandy Bloom[4]
- Linus Roache - Jeremiah Sand[4]
- Bill Duke[4]
- Richard Brake[4]
- Ned Dennehy - Swan[4]
- Olwen Fouere - Marlene[4]
- Sam Louwyck[4]
- Hayley Saywell - Sis[5]